# Ніколас Тенцер
Ніколя Тензер — французький державний службовець, науковець, письменник і редактор. В даний час він є редактором журналу Le Banquet і є президентом-засновником Centre d'étude et de réflexion pour l'action politique (CERAP), посаду, яку він займає з 1986 року Він був директором Інституту Аспена з 2010 по 2015 рік, а також виконував обов’язки його скарбника та президента. Він також є старшим науковим співробітником Центру аналізу європейської політики (CEPA) у Вашингтоні, округ Колумбія Один із учасників Форуму Вільних Держав Постросії у 2023.

### Біографія
Народившись у 1961 році, Тензер є випускником École normale supérieure (1980–1982), Sciences Po (1980–1982) і École nationale d'administration (1984–1986). Він також має ступінь з історії в Університеті Нантера. 
Він викладав політичну філософію в Sciences Po (1986–2004), а з 2014 року викладає там науку про державне управління (магістр міжнародних зв’язків з громадськістю). Як державний службовець, Тензер є колишнім головою Commissariat général du Plan (1994–2002), колишнім членом апарату міністра економіки та фінансів Франції (1987–1988), а також колишнім доповідачем Cour des Comptes. (1991–1993 рр.).
Ніколас Тензер є членом Ордену Національного Почесного легіону та Ордену мистецтв і літератури.

## Погляди
Тензер заявив, що шукає серединний шлях між двома протилежними точками зору на французьку могутність: що статус Франції як держави та її роль у світових справах знижуються, і що роль Франції у світових справах зростає. У статті 2016 року для політичної онлайн-платформи Euractiv Тензер заявив, що ЄС має зосередитися на Румунії, яка, на його думку, є останньою країною Східної Європи з проєвропейським лідером.

## Публікації
- La région en quête d'avenir (La Documentation française, 1986).
- Африканська криза : quelle politique de coopération pour la France ? (разом з Франком Магнаром, PUF, 1988)
- La société dépolitisée (PUF, 1990).
- Un projet éducatif pour la France (ред., CERAP, PUF, 1991).
- Le Spermatozoïde hors la loi : de la bioéthique à la biopolitique (разом з Франком Магнаром, Кальман-Леві, 1991).
- Політика (PUF, Que sais-je ?, 1991).
- Les élites et la fin de la démocratie française (разом з Родольфом Делакруа, PUF, 1992).
- La République (PUF, Que sais-je ?, 1993)
- Philosophie politique (PUF, 1994, 2-е видання, 1998)
- Histoire des doctrines politiques en France (PUF, Que sais-je ?, 1996)
- Le tombeau de Machiavel: De la corruption intellectuelle de la politique (Flammarion, 1997)
- La face cachée du gaullisme: De Gaulle ou l'introuvable tradicionale politique (Hachette littératures, 1998)
- Les valeurs des Modernes: Réflexions sur l'écroulement politique du nouveau siècle (Flammarion, 2003)
- Франція : реформа неможлива ? (Фламмаріон, 2004).
- De l'esprit de décision. Contre l'approximation politique (разом з Мішелем де Фабіані, Гуаліно, 2006).
- Faut-il sauver le béralisme ? (разом з Монік Канто-Шпербер, Грассет, 2006).
- Pour une nouvelle philosophie politique (PUF, 2007)
- Quand la France disparaît du monde (Grasset, 2008, третє видання 2010)
- Le Monde à l'horizon 2030: La règle et le désordre (Perrin 2011)
- La fin du malheur français ? Pour un nouveau devoir politique (акція 2011)
- La France a besoin des autres (Plon 2012)
- Resisting Despair in Confrontational Times (разом з Раміном Джаханбеглу, Har-Anand Publications, 2019)
- Дорога до Кишинева: звіт Європейської політичної спільноти (CEPA, 2023)
- Макрон сигналізує про трансформацію політики безпеки (CEPA, 2023)
- Саміт НАТО провалив Україну (CEPA, 2023)
- Без Сполучених Штатів Європа втрачена (CEPA, 2023)
- Security Expert закликає НАТО та ЄС до дій в Україні: заклик до посилення підтримки та стратегічних заходів (dniprotoday.com, 2023)